# جان كلود ريتشارد (لاعب كرة قدم)
جان كلود ريتشارد هو مدرب كرة قدم ولاعب كرة قدم سويسري في مركز الدفاع، ولد في 31 يناير 1946. لعب مع نادي سيون.